# Worms: Open Warfare 2
Worms Open Warfare II es un videojuego de estrategia por turnos. Pertenece a la saga Worms. Fue desarrollado por la compañía THQ. Fue estrenado en el año 2007. Está disponible para PlayStation Portable y para Nintendo DS. Está considerado para mayores de 7 años.
Se juega con equipos de cuatro gusanos, cada uno de ellos tiene 100 puntos de vida. Cuando se elimina a un gusano enemigo aparece una tumba, que puede ser útil si no se cae al mar.

## Personalizar
Puedes hacer las siguientes cosas para poder personalizar tu partida:
- Crea tu propio equipo, en el que podrás elegir es color de los gusanos, su nombre, el nombre del equipo y el sombrero que lleven.
- Crea tu propia bandera.
- Elige las armas a usar y el número de proyectiles de cada una.
- Crea tu propio escenario con el editor de escenarios.
- Selecciona el idioma de tus gusanos.

## Armas
A continuación tienes una lista de todas las armas con su descripción y el número de puntos que puede llegar a quitar al enemigo. Se puede usar una por turno.
- Bazuka: Es el arma básica. Es rápido, pero a sus disparos les afecta mucho la dirección del viento. Explota al chocar con algo.
- Búmeran: No daña a los enemigos, pero empuja a los gusanos enemigos y coge las cajas de salud y munición con las que choca. Es posible recuperar el búmeran.
- Misil teledirigido: Para usar esta arma el usuario selecciona un objetivo antes de disparar y después intenta disparar el proyectil con un ángulo desde el que pueda alcanzar al enemigo, pues al rato después de ser disparado cambiará su rumbo hacía el objetivo seleccionado.
- Granada: Al tirarla el viento no la desvía. Tiene un temporizador, por lo que explota al poco de lanzarla.
- Bomba racimo: Es como la granada, pero cuando la tiras explota en el aire esparciendo 5 explosivos más pequeños.
- Torreta ametralladora: Al instalar esta torreta todo gusano que se mueva estando a su alcance será atacado.
- Bomba plátano: Es muy parecida a la bomba racimo, solo que sus proyectiles botan en el suelo y se esparcen más.
- Electroimán: Los electroimanes pueden ajustarse a dos estados. Para atraer los proyectiles enemigos (color rojo) o para repelerlos (color azul). Si son alcanzados por varios proyectiles quedan destruidos.
- Granada de mano sagrada: Es una granada potentísima. Solo explota cuando se queda quieta o si se acaba el tiempo y lo hace mientras suena la música del aleluya.
- Mina: Son minas de proximidad que explotan cuando un gusano enemigo se acerca y la activa. Es posible que sea una mina falsa (que sale humo).
- Empujón: Puede empujar a un gusano hacia el mar, un hoyo o las minas.
- Borrego: Al soltarlo, correrá sin parar intentando saltar los obstáculos, si no puede rebotará. Explota al rato de soltarlo, o manualmente.
- Dinamita: Un arma ideal para atacar a grupos de gusanos o para ensanchar pequeños túneles. Explota a los cinco segundos de tirarla, pero el usuario debe alejar de ella antes de que se detone.
- Superborrego: A diferencia del borrego normal, se convierte en el superborrego que permite controlar sus vuelos.
- Búfalo mentiroso: Dispuesto a causar destrucción subterránea esta es un arma muy útil, un búfalo que explota al chocar con un muro (después de alrededor de 5 golpes, explota instantáneamente o si cae al mar se hunde y se acaba el turno).
- Bola dragón: Lanza una ráfaga de corto alcance. Es muy útil para hacer caer al enemigo al mar, a una mina o a un hoyo cuando no se puede golpearle con el puño de fuego. Copia del Hadooken del Street fighter.
- Puño de fuego: Golpea al enemigo. El usuario tiene que estar al lado del enemigo para golpearle, al contrario que con la bola dragón. Es útil para tirar al enemigo al mar, a una mina o a un hoyo. Copia del ShoRyuKen del Street Fighter.
- Soplete: No es un arma ofensiva, es ideal para hacer cortar paso entre muros.
- Kamikaze: Sacrifica a un gusano para eliminar o volar por los aires a varios enemigos en línea recta.
- Martillo neumático: Al activarlo excava hacia abajo hasta que se queda sin energía o el usuario lo frena.
- Armazón: Coloca un armazón en cualquier parte del escenario y creará nuevos obstáculos.
- Mochila propulsora: Vuela temporalmente para poder ir a lugares inaccesibles a pie o para coger objetos.
- Paracaídas: Úsalo para no dañar al gusano al bajar de un lugar elevado. Le afecta mucho el viento.
- Escopeta: Tiene dos disparos que puedes disparar individualmente. Provoca agujeros pequeños donde impacta.
- Teletransporte: Elige a donde el gusano pueda viajar del escenario y viaja automáticamente.
- Soga: Se engancha en cualquier terreno y permite colgarse hasta el siguiente salto.
- Uzi: Ametralla al objetivo con muchas balas. Puede cambiar de objetivo mientras dispara y ajustar la dirección del disparo.
- Ataque aéreo: Indica donde el usuario quiere que se lancen misiles y cinco misiles caerán en el lugar seleccionado. Recuerda que para que los misiles le den tiene que estar al aire libre.
- Destructora de búnkeres: Es un arma de ataque. Gracias a él un gusano puede lanzar un misil que cae al suelo en línea vertical destrozando todo lo que se pone en su camino hasta que explota. Es perfecta para abrir caminos que lleven directamente al búnker enemigo. Al igual que el ataque aéreo, tiene que estar al aire libre.
- Saltador: En realidad se suele usar para hacer que pase el turno.
- Rendirse: El usuario abandona la partida.
- Burro volador: Indica donde el usuario quiere atacar y una gran estatua de un burro caerá desde el cielo y abrirá un gran agujero en el escenario hasta que llegue al fondo o explote.
- Ataque fulminante: Se activa igual que el ataque aéreo y tiene varias utilidades, como revivir gusanos caídos o cambiar de bando de las torretas.

## Juego multijugador
Existen tres modos en multijugador:
- Conectando dos PSP o Nintendo DS.
- Ir pasándose una misma PSP o Nintendo DS.
- Jugar en internet con personas de todo el mundo.